# Amalia Pérez Díaz
Amalia Muñoz más conocida como Amalia Pérez Díaz (Valparaíso; 15 de junio de 1923 -Caracas; 26 de diciembre de 2003) fue una actriz chilena-venezolana destacándose por su participación en telenovelas venezolanas como La doña, Topacio, La dama de rosa, Mi gorda bella, La niña de mis ojos, Raquel, La italianita y otros éxitos de Época Dorada de televisión en Venezuela convirtiéndose en primera actriz reconocida a nivel nacional e internacional.

## Biografía
Contrajo nupcias en el año 1940 en Lima, Perú con el guitarrista, compositor y profesor carabobeño Manuel Enrique Pérez Díaz (1911 - 1984) y tuvieron tres hijos en común: Amalia, Carlos y Manuel Antonio.
Participó en obras de teatro en Chile, con Agrupación de Artistas de Compañía de Teatro y Comedia de Lima, Perú donde también hizo radionovelas trabajando en Chile para Radio Nacional de Chile y Cooperativa de Chile.
Su infancia transcurrió entre Chile y Perú donde estudió ballet, música y teatro. Al llegar a Venezuela, en el año 1952 continuó estudios de televisión y teatro. Luego prosiguió su formación en España e Italia para posteriormente retornar a Venezuela donde estudió cine.
Formó parte de El Orfeón Lamas, una agrupación musical de canto polifónico en Venezuela bajo la dirección de Vicente Emilio Sojo.
Fue alumna de Alberto de Paz y Mateo quien la introdujo al teatro y luego la dirigió en la televisión nacional (llamada en esa época TVN5) junto a Román Chalbaud.
Su primera telenovela fue Hacia la luz producida por Televisa. Después de esta telenovela entró en RCTV donde se consagraría como una de las actrices con mayor preferencia del público.
Las interpretaciones que la dieron a conocer a nivel internacional fueron Estefanía y La hija de Juana Crespo. La prensa de espectáculos la consideraba como "La Señora de la Actuación" y se desempeñó como formadora de talentos de una de las grandes productoras de telenovelas del país como lo fue RCTV la cual produjo telenovelas como La dama de rosa, Carmen querida y también participó en la película hecha para televisión La señora de Cárdenas.
Actuó en obras como El día que me quieras del director venezolano José Ignacio Cabrujas.

## Maestra de actuación
También se caracterizó por su reconocida trayectoria de enseñanza en el mundo de la actuación. De ella, han nacido innumerables estrellas del espectáculo pues su conocimiento y amor hacia su trabajo y capacidad pedagógica han hecho que también se haya desenvuelto como verdadera profesora de la actuación por años.  
En el año 1976, Amalia Pérez Díaz comenzó a impartir clases particulares de Actuación. Pero fue en 1980 cuando formó parte de la "Fundación Academia de Artes y Ciencias del Cine y la Televisión"(RCTV)donde por sus manos pasó la gran mayoría del talento artístico que hemos visto destacarse en la pantalla chica de RCTV y también otros canales de televisión. 
En el año 1994, llamada por la Casa del Artista para impartir clases en un taller de interpretación para cantantes. Su actividad como escritora de publicaciones en el ramo de la actuación comenzó con un libro titulado "Actor, un oficio de TV" publicado por la Fundación Academia de Artes y Ciencias del Cine y la Televisión(RCTV).  
Más tarde, escribió un ensayo llamado M.E. Pérez Díaz plasmado en un libro publicado en homenaje al profesor Pérez Díaz, su fallecido esposo en la Escuela Técnica de Carúpano. 

## Filmografía

### Telenovelas
- Mi gorda bella (RCTV/2002) en el personaje de Doña Celeste Villanueva viuda de Dupont.
- Ojos (telenovela) (IRCTV/2001) en el personaje de Doña Cecilia viuda de Guerra.
- La niña de mis ojos (RCTV/2001) en el personaje de Doña Consuelo Landaeta de Olivares.
- Reina de corazones (RCTV/1998) en el personaje de Doña Solvencia Tricado viuda de Mendezpin.
- La Inolvidable (RCTV/1996) en el personaje de Doña Leonor Enriqueta Calcaño.
- Ilusiones (RCTV/1995) en el personaje de Doña Benita Bello Palacios.
- Por estas calles (RCTV/1992) en el personaje de Doña Clorinda Piazzano.
- Carmen querida (RCTV/1990) en el personaje de Doña Carmen Teresa Mariani.
- El engaño (RCTV/1990) en el personaje de Doña Isadora Gómez.
- Señora (RCTV/1988 - 1989) en el personaje de Doña Endrina Montoya.
- La dama de rosa (RCTV/1986 - 1987) en el personaje de Doña Lucía Martínez viuda de Suárez.
- Topacio (RCTV/1984 - 1985) en el personaje de Domitila "Mamá Tila".
- La salvaje (RCTV/1984) en el personaje de Doña Cayetana Sanabria.
- Leonela (RCTV/1984) en el personaje de Licenciada Medina.
- Marisela (RCTV/1983) en el personaje de Fucha.
- Bienvenida Esperanza (RCTV/1983) en el personaje de Doña Amanda.
- Marta y Javier (RCTV/1981) en el personaje de Doña Eleonora de Contreras.
- La señorita Perdomo (RCTV/1982) en el personaje de Olimpia.
- Angelito (RCTV/1981) en el personaje de Mamá Chepa.
- Pensión Amalia (RCTV/1980).
- Luz Marina (RCTV/1981).
- Estefanía (RCTV/1979) en el personaje de Doña Rosalía de Gallardo.
- El ángel rebelde (RCTV/1978) en el personaje de Zoila Soto.
- Tormento (RCTV/1977) en el personaje de Rosalía.
- La hija de Juana Crespo (RCTV/1977) en el personaje de Beatriz.
- Campeones (RCTV/1976).
- Valentina (RCTV/1975 - 1976) en el personaje de Carmen de Zambrano.
- Raquel (RCTV / 1973) en el personaje de Directora Herminia.
- La italianita (RCTV/1973) en el personaje de Rafaela Miranda y Castro viuda de Zubizarreta.
- La doña (RCTV/1972) en el personaje de Doña Matilde Olmos Valencia viuda de Robles.
- Sacrificio de mujer (RCTV/1972) en el personaje de Tomasa.
- Bárbara (RCTV/1971) en el personaje de Matilde.
- Cristina (RCTV/1970) en el personaje de Josefina.
- Corazón de madre (RCTV/1969) en el personaje de Josefina.
- Historia de tres hermanas (RCTV/1964).
- Hacia la luz (Televisa (Venezuela)/1961) en el personaje de Marcela.

### Telefilme
- Vía Crucis en el Barrio - (RCTV/1991) en el personaje de Hermana Francisca.

### Películas
- La señora de Cárdenas - (RCTV/2003) en el personaje de Doña Ana viuda de Rodríguez.
- Pandemonium, la capital del infierno - (RCTV/1997) en el personaje de Carmín.
- Disparen a matar - (Largometraje/1990) en el personaje de Doña Mercedes Martínez.
- La muerte insiste - (Largometraje/1984) en el personaje de la enfermera de Nicolás.
- Juan Topocho - (RCTV/1979) en el personaje de Doña Purísima.
- El enterrador de cuentos - (1978) en el personaje de Alquimia.

## Teatro
- (1969) "O.K." de Isaac Chocrón.
- (1976) "La Visita" de Víctor Haïm en versión de Santiago Magariños Torres.[3]
- (1979) "El día que me quieras" de José Ignacio Cabrujas.
- (1984) "Escribe un Obra para mi" de Omer Quintara.
- (1985) "Señoras" de José Simón Escalona.

## Premios y reconocimientos

### Premios
- Amiga de Venezuela. Todos los concedidos por la Crítica Nacional.
- Premio "Municipal de Teatro Ávila", "Guaicaipuro de Oro", "Meridiano de Oro"(varias veces)y "Meridiano de Platino".
- Primerísima "Mara de Oro", "El Dorado", "Venus de la Prensa", "Tamanaco de Oro", Premio "Monseñor Pellín".
- Premio Nacional del Artista por su actuación en la película "Disparen a Matar" (1992).
- Premio Nacional del Artista como personalidad de mayor trayectoria en la televisión nacional (1993).
- Reconocimiento por 40 años de labor en RCTV (1993).
- Reconocimiento a la trayectoria, CELCIT (1994).
- Reconocimiento por el "Grupo Theja" (1994).
- "Cacique de Oro" (1995).
- Premio Municipal de Largometraje por su actuación en la película "Pandemonium, la capital del infierno" (1997).
- Premio CONAC del festival de Cine Venezolano de la década del 91 - 97 por sus actuaciones en Disparen a Matar y "Pandemonium, la capital del infierno".
- La Mujer Distinguida del Año en el Día Internacional de la Mujer otorgado por la Sociedad Internacional Valle de Caracas (1998).
- Premio a la Calidad como Mejor Actriz de Cine por la película "Pandemonium, la capital del infierno" otorgado por la Administración Nacional de Aviación Civil(ANAC) (1998).
- Reconocimiento como Miembro Oficial de RCTV por haber cumplido 40 años de trabajo en la planta(1998).
- Medalla Conmemorativa de los Juegos de la Amistad otorgada por el presidente de la República(1999).
- "Dos de Oro" por trayectoria(1999).

### Distinciones y condecoraciones
- "Orden Francisco de Miranda" 3.ª, 2.ª y 1.ª clase.
- Collar de la Orden de Andrés Bello.
- Orden Diego de Lozada en su 1.ª Clase.
- Medalla del Congreso Nacional por Producción de Teatro en TVN5.
- Orden Cecilio Acosta.
- Orden Luisa Cáceres de Arismendi.
- Orden Buen Ciudadano del Municipio Libertador de Caracas.
- Orden nica del Municipio Baruta como Actriz.
- Orden Francisco Fajardo en 1.ª Clase. Gobernación del Distrito Federal.
- Orden de Andrés Bello en 1.ª Clase. Otorgada por el Ministerio del Poder Popular para la Educación e impuesta por el presidente de la República.